# Noah Allen
Pour les articles homonymes, voir Allen.
Noah Allen, né le 28 avril 2004 à Pembroke Pines, en Floride aux États-Unis, est un joueur grec de soccer qui joue au poste d'arrière gauche à l'Inter Miami en MLS.

## Biographie

### En club
Né à Pembroke Pines, en Floride aux États-Unis, Noah Allen commence le football au Weston FC avant de rejoindre l'Inter Miami. Il est élu meilleur jeune joueur de la USL League One en 2021. Le 12 mars 2022, Allen signe son premier contrat professionnel avec l'Inter Miami, ce qui fait de lui le quatrième Homegrown Player de l'histoire du club.
Noah Allen joue son premier match avec l'équipe première de l'Inter Miami le 27 février 2022, à l'occasion de la première journée de la saison 2022 de Major League Soccer face au Fire de Chicago. Il est titularisé ce jour-là et les deux équipes se séparent sur un score de zéro à zéro.
Allen marque son premier but en professionnel le 9 juillet 2023, lors d'une rencontre de MLS face à D.C. United. Il est titularisé et les deux équipes se neutralisent (2-2 score final).

### En sélection
Noah Allen est sélectionné avec l'équipe des États-Unis des moins de 20 ans pour participer au championnat de la CONCACAF des moins de 20 ans en 2022. Lors de cette compétition il joue cinq matchs dont quatre comme titulaire, et marque un but. Il participe à la finale de cette compétition remportée par six buts à zéro face à la République dominicaine, en marquant un but. Les États-Unis remportent ainsi un troisième titre consécutif dans cette compétition.

## Palmarès

### En club
Inter Miami CF
- Vainqueur de la Leagues Cup en 2023

### En sélection
États-Unis -20 ans
- Vainqueur du Championnat de la CONCACAF des moins de 20 ans en 2022